# Япония на зимних Олимпийских играх 2022
Япония на зимних Олимпийских играх 2022 года была представлена 124 спортсменами в 13 видах спорта. На церемонии открытия право нести национальный флаг было доверено Акито Ватабэ и Ариса Го. Го также была знаменосцем сборной на церемонии закрытия.
По итогам соревнований на счету японских спортсменов было 3 золотых, 7 серебряных и 8 бронзовых медалей, что позволило сборной Японии занять 12-е место в неофициальном медальном зачёте.

## Медали
| Золото  | |                                                                            |            |
| №       | Спортсмены                                                                                             | Вид спорта (дисциплина)                                                    | Дата       |
| 1       | Рёю Кобаяси                                                                                            | Прыжки с трамплина (нормальный трамплин (мужчины))                         | 6 февраля  |
| 2       | Аюму Хирано                                                                                            | Сноуборд (хафпайп (мужчины))                                               | 11 февраля |
| 3       | Михо Такаги                                                                                            | Конькобежный спорт (1000 метров (женщины))                                 | 17 февраля |
| Серебро | |                                                                            |            |
| 1       | Михо Такаги                                                                                            | Конькобежный спорт (1500 метров (женщины))                                 | 7 февраля  |
| 2       | Сёма Уно Юма Кагияма Вакаба Хигути Каори Сакамото Рику Миура Рюити Кихара Мисато Комацубара Тим Колето | Фигурное катание (командные соревнования                                   | 7 февраля  |
| 3       | Юма Кагияма                                                                                            | Фигурное катание (одиночное катание (мужчины))                             | 10 февраля |
| 4       | Рёю Кобаяси                                                                                            | Прыжки с трамплина (большой трамплин (мужчины))                            | 12 февраля |
| 5       | Михо Такаги                                                                                            | Конькобежный спорт (500 метров (женщины))                                  | 13 февраля |
| 6       | Аяно Сато Михо Такаги Нана Такаги                                                                      | Конькобежный спорт (командная гонка (женщины))                             | 15 февраля |
| 7       | Сацуки Фудзисава Тинами Ёсида Юми Судзуки Юрика Ёсида Котоми Исидзаки                                  | Кёрлинг (женщины)                                                          | 20 февраля |
| Бронза  | |                                                                            |            |
| 1       | Икума Хорисима                                                                                         | Фристайл (могул (мужчины))                                                 | 5 февраля  |
| 2       | Сэна Томита                                                                                            | Сноуборд (хафпайп (женщины))                                               | 10 февраля |
| 3       | Сёма Уно                                                                                               | Фигурное катание (одиночное катание (мужчины))                             | 10 февраля |
| 4       | Ватару Морисигэ                                                                                        | Конькобежный спорт (500 метров (мужчины))                                  | 12 февраля |
| 5       | Кокомо Мурасэ                                                                                          | Сноуборд (биг-эйр (женщины))                                               | 14 февраля |
| 6       | Акито Ватабэ                                                                                           | Лыжное двоеборье на зимних Олимпийских играх 2022 (большой трамплин/10 км) | 15 февраля |
| 7       | Ёсито Ватабэ Хидэаки Нагай Акито Ватабэ Рюта Ямамото                                                   | Лыжное двоеборье на зимних Олимпийских играх 2022 (эстафета)               | 17 февраля |
| 8       | Каори Сакамото                                                                                         | Фигурное катание (одиночное катание (женщины))                             | 17 февраля |